# 발테르 비르사
발테르 비르사(슬로베니아어: Valter Birsa, 1986년 8월 7일 ~ )는 슬로베니아의 은퇴한 축구 선수로서, 포지션은 윙어였다.

## 축구인 경력

### 선수 경력
비르사는 유년 시절을 보낸 노바고리차 부근의 빌레 지역에 위치한 작은 축구 팀에서 축구를 시작하였다. 이후 그의 잠재력을 알아본 슬로베니아의 프로 클럽들이 그를 노리기 시작하였고 프리모레를 거쳐 슬로베니아의 명문 클럽 ND 고리차로 이적하였다. 그는 이내 슬로베니아 리그 정상급 공격수가 되었고 2006년 프랑스의 FC 소쇼로 이적하였다.
2009년 AJ 오세르로 임대 이적하였고 당시 활약을 바탕으로 완전 이적으로 오세르에 둥지를 틀었다. 2011년 2월 리버풀 FC와 풀럼 FC 등 여러 클럽으로부터 관심을 받았으나 제노아와 4년 계약을 체결하며 이적을 확정지었다.

### 국가대표 경력
2005년 18세의 어린 나이에 국가대표팀에 승선하였다. 남아공 월드컵 미국과의 경기에서 골을 터뜨리기도 하였다.